# College Equal Suffrage League
La College Equal Suffrage League (CESL) est une organisation américaine pour le droit de vote des femmes aux États-Unis, fondée en 1900 par Maud Wood Park et Inez Haynes Irwin dans le but d'attirer les jeunes Américaines au sein des mouvements féministes. La Ligue encourage la création de sections dans différentes universités du pays et a influencé les actions d'autres groupes majeurs dont la National American Woman Suffrage Association.

## Historique
La CESL naît à la convention de la National American Woman Suffrage Association de 1900 à Washington (district de Columbia). Maud Wood Park, une participante de 29 ans diplômée du Radcliffe College, se rend compte qu'elle est la plus jeune déléguée présente. S'inquiétant du manque de membres plus jeunes au sein de la NAWSA et du manque d'intérêt général pour le droit de vote parmi les étudiantes, Park décide de se concentrer sur cette génération plus jeune.
Avec Inez Haynes Irwin, une autre diplômée du Radcliffe College et suffragiste, elle crée la College Equal Suffrage League du Massachusetts à Boston. Elle fait ensuite une tournée des universités à travers les États-Unis, discutant avec d'anciennes étudiantes récemment diplômées dans l'espoir qu'elles encourageront ensuite les jeunes universitaires et les jeunes élèves du secondaire à intégrer le mouvement. Les visites de Maud Wood Park mènent à la formation de nouvelles sections de l'association dans 30 États.
En 1906, inspirée par les efforts de la College Equal Suffrage League et souhaitant augmenter sa présence publique, la National American Woman Suffrage Association commence à recruter activement des étudiantes en organisant des « soirées universitaires » lors des mobilisations principales.

## Membres connues
- Florence Ellinwood Allen,
- Susan B. Anthony ,
- Caroline Lexow Babcock (en),
- Mary Livermore Barrows (en),
- Virginia Brooks,
- Louise Bryant,
- Elinor Byrns (en),
- Marion Cothren (en),
- Rebecca Lane Hooper Eastman (en),
- Sara Bard Field,
- Edith Jordan Gardner (en),
- Inez Haynes Irwin,
- Elsie Hill (en),
- Harriet Burton Laidlaw,
- María de López (en),
- Margaret Shove Morriss (en),
- Maud Wood Park,
- Mary Grey Peck ,
- Martha Carey Thomas,
- Mary Emma Woolley,

## Pour approfondir

#### Essais
- (en-US) Sara Hunter Graham, Woman Suffrage and the New Democracy, New Haven, Connecticut, Yale University Press, 1996, 262 p. (ISBN 9780300063462, lire en ligne),
- (en-US) June Hannam, , Mitzi Auchterlonie et Katherine Holden, International Encyclopedia of Women's Suffrage, Santa Barbara, Californie, ABC-CLIO, 2000, 428 p. (ISBN 9781576070642, lire en ligne),
- (en-US) Rebecca J. Mead, How the Vote Was Won : Woman Suffrage in the Western United States, 1868-1914, New York, New York University Press (réimpr. 2006) (1re éd. 2004), 300 p. (ISBN 9780814757222, OCLC 52902553, lire en ligne),
- (en-US) Robert Cooney, Winning the Vote : The Triumph of the American Woman Suffrage Movement, Santa Cruz, Californie, American Graphic Press,, 2005, 502 p. (ISBN 9780977009503, lire en ligne). ,
- (en-US) Anne Meis Knupfer (dir.) et C. Woyshner (dir.), The Educational Work of Women’s Organizations, 1890–1960, New York, Palgrave Macmillan (réimpr. 2015) (1re éd. 2008), 280 p. (ISBN 9781137366061, OCLC 134990835, lire en ligne),

#### Articles anglophones
- Kenneth R. Johnson, « Florida Women Get the Vote », The Florida Historical Quarterly, vol. 48, no 3,‎ janvier 1970, p. 299-312 (14 pages) (lire en ligne ),
- Michael McGerr, « Political Style and Women's Power, 1830-1930 », The Journal of American History, vol. 77, no 3,‎ décembre 1990, p. 864-885 (22 pages) (lire en ligne ),
- Sara Hunter Graham, « Woman Suffrage in Virginia: The Equal Suffrage League and Pressure-Group Politics, 1909-1920 », The Virginia Magazine of History and Biography, vol. 101, no 2,‎ avril 1993, p. 227-250 (24 pages) (lire en ligne ),
- « Professors as Crusaders: Academic Women Join the Suffrage Movement », Academe, vol. 81, no 4,‎ juillet / août 1995, p. 40-43 (4 pages) (lire en ligne ),
- Jessica Sewell, « Sidewalks and Store Windows as Political Landscapes », Perspectives in Vernacular Architecture, vol. 9,‎ 2003, p. 85-98 (14 pages) (lire en ligne ),
- Elaine Elison, « Selina Solomons, Iconoclastic Suffragist of San Francisco », California History, vol. 97, no 4,‎ hiver 2020, p. 151-160 (10 pages) (lire en ligne ),